# ذعرة يابانية
ذعرة يابانية (الاسم العلمي: Motacilla grandis) (بالإنجليزية: Japanese Wagtail)‏ هو طائر صغير من الجواثم ينتمي لفصيلة التمرة.